# Daytime-Emmy-Verleihung 2013
Die Daytime-Emmy-Verleihung 2013 fand am 16. Juni 2013 im Beverly Hilton Hotel, Beverly Hills, Los Angeles statt. Die Moderation übernahmen Sam Champion, A.J. Hammer und Robin Meade. Ausgestrahlt wurde die Verleihung über den Fernsehsender HLN. Die Einschaltquoten blieben mit 913.000 Zuschauern (etwa die Hälfte des Vorjahres) weit hinter den Erwartungen.
Die Nominierungen der Hauptkategorien wurden am 27. Februar 2013 verkündet, während die weiteren Nominierungen am 1. Mai 2013 in einer Folge von Good Morning America verkündet wurden.
Schatten der Leidenschaft war insgesamt 23 mal nominiert. Gewinner des Abends war jedoch Reich und Schön mit insgesamt vier Awards.
Mit dem Preis für ihr Lebenswerk wurden der Moderator Monty Hall und der Fernsehproduzent Bob Stewart ausgezeichnet.

## Programmkategorien
| Dramaserie (Outstanding Drama Series) | Spielshow (Outstanding Game Show) |
| --- | --- |
| - Zeit der Sehnsucht (NBC) - Reich und Schön (CBS) - General Hospital (ABC) - Schatten der Leidenschaft (CBS) - Liebe, Lüge, Leidenschaft (ABC)                                                     | - The Price Is Right (CBS) - Cash Cab (Discovery Channel) - Family Feud (Syndikation) - Jeopardy! (ABC) - Let’s Make a Deal (CBS) - Who Wants to Be a Millionaire? (Syndikation) |
| Entertainment-Talkshow (Outstanding Talk Show-Entertainment) | Informative Talkshow (Outstanding Talk Show-Informative) |
| - The Ellen DeGeneres Show (NBC) - Live! with Kelly and Michael (ABC) - The Talk (Syndikation) - The View (ABC)                                                                                     | - The Dr. Oz Show (Syndikation) - The Doctors (Syndikation) - Katie (Syndikation)                                                                                                |
| Frühstücksprogramm (Outstanding Morning Program) | Outstanding Special Class Animated Program |
| - CBS Sunday Morning - Good Morning America (ABC) - Today (NBC) | - Star Wars: The Clone Wars (Cartoon Network) - Dan Vs. (The Hub) - Die Legende von Korra (Nickelodeon)                                                                          |
| Entertainment News (Outstanding Entertainment News Program) | Outstanding Special Class Special |
| - Entertainment Tonight (CBS) - Extra (NBC) - Access Hollywood (Syndikation) - E! News (E!) - TMZ (FOX)                                                                                             | - Guy Fieri's Family Reunion (Food Network) - Macy's Thanksgiving Day Parade (NBC) - Giada at Home ("The Royal Treatment") (Food Network)                                        |
| Kochshow (Outstanding Culinary Series) | Gerichtsshow (Outstanding Legal/Courtroom Program) |
| - The Best Thing I Ever Made (Food Network) - Trisha's Southern Kitchen (Food Network) - Bobby Flay's Barbecue Addiction (Food Network) - Giada at Home (Food Network) - Recipe Rehab (Syndikation) | - Judge Judy (Syndikation) - Last Shot with Judge Gunn (Syndiaktion) - The People’s Court (Syndikation)                                                                          |

## Schauspiel
| Hauptdarsteller in einer Dramaserie (Outstanding Lead Performance in a Drama Series) | Hauptdarsteller in einer Dramaserie (Outstanding Lead Performance in a Drama Series) |
| Hauptdarsteller | Hauptdarstellerin |
| --- | --- |
| - Doug Davidson als Paul Williamson in Schatten der Leidenschaft - Peter Bergman als Jack Abbott in Schatten der Leidenschaft - Michael Muhney als Adam Newman in Schatten der Leidenschaft - Jason Thompson als Dr. Patrick Drake in General Hospital | - Heather Tom als Katie Logan Spencer in Reich und Schön - Susan Flannery als Stephanie Forrester in Reich und Schön - Peggy McCay als Caroline Brady in Zeit der Sehnsucht - Michelle Stafford als Phyllis Summers Newman in Schatten der Leidenschaft                                                                   |
| Nebendarsteller (Outstanding Supporting Performance in a Drama Series) | |
| Nebendarsteller | Nebendarstellerin |
| - Scott Clifton als Liam Spencer in Reich und Schön - Billy Miller als Billy Abbott in Schatten der Leidenschaft - Bradford Anderson als Damian Spinelli in General Hospital - Jeff Branson als Ronan Malloy in Schatten der Leidenschaft              | - Julie Marie Berman als Lulu Spencer in General Hospital - Melissa Claire Egan als Chelsea Newman in Schatten der Leidenschaft - Jessica Collins als Avery Bailey Clark in Schatten der Leidenschaft - Katherine Kelly Lang als Brooke Logan in Reich und Schön - Arianne Zucker als Nicole Walker in Zeit der Sehnsucht |
| Kinderschauspieler (Outstanding Performance by a Younger Actor in a Drama Series) | Kinderschauspielerin (Outstanding Performance by a Younger Actress in a Drama Series) |
| - Chandler Massey als Will Horton in Zeit der Sehnsucht - Max Ehrich als Fenmore Baldwin in Schatten der Leidenschaft - Bryton James als Devon Hamilton in Schatten der Leidenschaft - Freddie Smith als Sonny Kiriakis in Zeit der Sehnsucht          | - Kristen Alderson als Starr Manning in General Hospital - Hunter King als Summer Newman in Schatten der Leidenschaft - Jacqueline MacInnes Wood als Steffy Forrester in Reich und Schön - Lindsey Morgan als Kristina Corinthos Davis in General Hospital                                                                |

## Moderation
| Gameshow-Moderation (Outstanding Game Show Host) | Talkshow-Moderator (Outstanding Talk Show Host)                                                                                                |
| --- | --- |
| - Ben Bailey, Cash Cab - Wayne Brady, Let’s Make a Deal - Billy Eichner, Funny or Die's Billy on the Street - Steve Harvey, Family Feud - Alex Trebek, Jeopardy                                                                                                 | - Ricki Lake, The Ricki Lake Show - Anderson Cooper, Anderson Live - Steve Harvey, Steve Harvey - Dr. Mehmet Oz, The Dr. Oz Show (Syndikation) |
| Fernsehkoch (Outstanding Culinary Host) | |
| - Lidia Bastianich, Lidia's Italy - Giada De Laurentiis, Giada at Home - Ina Garten, Barefoot Contessa: Back to Basics - Ching-He Huang, Easy Chinese With Ching-He Huang - Nathan Lyon, Good Food America with Nathan Lyon - Kelsey Nixon, Nelsey's Essentials | |

## Produktion
| Drehbuch (Outstanding Writing Team) | Regie für eine Dramaserie (Outstanding Drama Series Directing Team)                   |
| --- | ------------------------------------------------------------------------------------- |
| - Reich und Schön - General Hospital - Schatten der Leidenschaft - Zeit der Sehnsucht | - Reich und Schön - General Hospital - Schatten der Leidenschaft - Zeit der Sehnsucht |
| Originalsong (Outstanding Original Song) |                                                                                       |
| Good Afternoon aus Good Afternoon America (Karen Fairchild, Jimi Westbrook, Kimberly Schlapman, Phillip Sweet, Brett Warren, Brad Warren, Alan Ives) - This Day aus Katie (Sheryl Crow, Jeff Trott, Pam Wertheimer, Katie Couric, Bob Peterson) |                                                                                       |

### Lifetime Achievement Awards
- Monty Hall
- Bob Stewart (posthum)